# Distretto di Canchayllo
Il distretto di Canchayllo  è uno dei trentaquattro distretti della provincia di Jauja, in Perù. Si trova nella regione di Junín e si estende su una superficie di 974,69  chilometri quadrati.